# Пабло Саббаг
Пабло Саббаг (ісп. Pablo Sabbag, араб. بابلو صباغ, нар. 11 червня 1997, Барранкілья) — колумбійський та сирійський футболіст, нападник перуанського клубу «Альянса Ліма».

## Клубна кар'єра
Народився 11 червня 1997 року в місті Барранкілья. Вихованець футбольної школи клубу «Депортіво Калі». Дорослу футбольну кар'єру розпочав 2015 року в основній команді того ж клубу, в якій провів один сезон, взявши участь в одному матчі чемпіонату. 
Протягом 2016 року захищав кольори клубу «Орсомарсо».
Своєю грою за останню команду знову привернув увагу представників тренерського штабу клубу «Депортіво Калі», до складу якого повернувся 2017 року. Цього разу відіграв за команду з Калі наступний сезон своєї ігрової кар'єри. Більшість часу, проведеного у складі «Депортіво Калі», був основним гравцем атакувальної ланки команди.
Згодом з 2018 по 2022 рік грав у складі команд «Тондела», «Ла Екідад», «Естудьянтес», «Ньюеллс Олд Бойз» та «Ла Екідад».
До складу клубу «Альянса Ліма» приєднався 2023 року. Станом на 4 лютого 2024 року відіграв за команду з Ліми 21 матч в національному чемпіонаті.

## Виступи за збірну
У 2024 році дебютував в офіційних матчах у складі національної збірної Сирії.
У складі збірної був учасником кубка Азії з футболу 2023 року у Катарі.